# Михайлин (Луцький район)
Миха́йлин — село в Україні, у Луцькому районі Волинської області. Входить до складу Рожищенської міської громади. Населення становить 112 осіб.

## Історія
У 1906 році колонія Рожиської волості Луцького повіту Волинської губернії. Відстань від повітового міста 22 верст, від волості 8. Дворів 53, мешканців 471.
12 червня 2020 року, згідно з розпорядженням Кабінету Міністрів України  № 708-р, село увійшло до складу Рожищенської міської громади.
19 липня 2020 року, в результаті адміністративно-територіальної реформи та ліквідації Рожищенського району, село увійшло до складу новоутвореного Луцького району.

## Населення
Згідно з переписом УРСР 1989 року чисельність наявного населення села становила 122 особи, з яких 58 чоловіків та 64 жінки.
За переписом населення України 2001 року в селі мешкало 111 осіб.

### Мова
Розподіл населення за рідною мовою за даними перепису 2001 року:
| Мова       | Відсоток |
| ---------- | -------- |
| українська | 99,11 %  |
| російська  | 0,89 %   |